# Сінійська система
Сінійська система, Сіній (рос. синийская система, синий, англ. Sinian, нім. Sinium m) – слабко змінені або й зовсім неметаморфізовані відклади (вапняки, доломіти, кварцити, конґломерати, сланці, залізні руди) верхнього протерозою Китаю. За радіометричними даними за обсягом дещо перевищує рифей, охоплюючи інтервал від 1900 млн. років до підошви кембрію (570 млн. років тому). За середньовічною назвою Китаю – Sina (Richthofen, 1877). 